# Bund der Freunde der Sowjetunion
Der Bund der Freunde der Sowjetunion (BdFSU) war eine am 4. November 1928 gegründete und 1933 verbotene kommunistische Organisation in Deutschland mit dem Ziel, einen aus ihrer Sicht drohenden Krieg gegen die Sowjetunion zu verhindern.

## Zielsetzung
Der Bund folgte der Doppelaufgabe, in allen kapitalistischen Ländern eine Massenorganisation der Arbeiter zur Verteidigung der Sowjetunion gegen „imperialistische Angriffe“ zu bilden und dies mit dem Kampf gegen Kapitalismus und Sozialfaschismus zu verbinden. Auf der Mitgliedskarte des BdFSU stand: „Zweck und Ziel des BDFSU ist die Zusammenfassung aller Kräfte, die den imperialistischen Krieg bekämpfen und bereit sind, die Sowjetunion zu verteidigen sowie die weitere Aufklärung über die wirkliche Lage der Sowjetunion zu verbreiten.“
Für die Gewinnung von Intellektuellen Kreise für dieses Ziel war VOKS (Allunionsgesellschaft für kulturelle Verbindung mit dem Ausland) vorgesehen.

## Der Bund
Der BdFSU war der deutsche Ableger der im November 1927 in Moskau gegründeten „Internationalen Vereinigung der Freunde der Sowjetunion“ und stand der KPD nahe. Der französische Ableger hieß Amis de l'Union. Im September 1928 wurde das Berliner Komitee des Bundes gegründet, welcher den Gründungskongress am 4. November im Kongresssaal des ehemaligen Preußischen Herrenhauses in Berlin organisierte. Auf diesem Gründungskongress wurde ein Reichskomitee gewählt, dessen 1. Vorsitzender Max Hodann (1894–1946) wurde. Weiterhin arbeitete im Vorstand Walter Stoecker, der auch den Internationalen Bund der Freunde der Sowjetunion leitete. Sitz der Gesellschaft war in Berlin, Dorotheenstr. 19.
Max Hodann war zugleich auch Herausgeber der Bundeszeitschrift. Die Zeitschrift hieß bis März 1930 „Der drohende Krieg“, bis Juni 1932 „Freund der Sowjets“ und dann „Sowjet-Rußland von heute“.
Als Zielgruppe für seine Aktivitäten sah der Bund Arbeiter und Intellektuelle. Die Tätigkeit des Bundes umfasste vor allem die Herausgabe von Publikationen, Reisen von Arbeiterdelegationen in die Sowjetunion, Versammlungen, Vorträge, darunter Diavorträge, Ausstellungen, Filmvorführungen und persönliche Begegnungen.
Zu seinem Höhepunkt 1932 hatte der Bund etwa 50.000 Mitglieder, die Zeitschrift hatte eine Auflage von 23.000 Stück.
Eine ähnliche Organisation war die Gesellschaft der Freunde des neuen Rußland, deren Tätigkeiten sich überschnitten.
Die Organisation wurde mit Beginn der Nazidiktatur verboten.